# Tolpis
Tolpis é um género botânico pertencente à família das  Asteráceas.

## Etimologia
O nome genérico, Tolpis, provém do grego, tolypé, que significa «bola; arredondado», por alusão ao formato da flor, ainda por desabrochar.